# Hans Werner Gottinger
Hans Werner Gottinger (* 1943) ist ein deutscher Ökonom.

## Leben
Gottinger studierte Mathematik und Ökonomie in Göttingen und München und wurde 1973 Professor in Bielefeld, wo er bis 1980 arbeitete. 1979 wurde er wegen einer Fälschung bei einem Gesuch für Forschungsgelder der EU aus seiner Anstellung am GSF Forschungszentrum in München entlassen. Danach arbeitete er in Oxford für das Institute for Energy Studies und in Oslo am Centre for International Climate and Environmental Research.
1988 wurde er Direktor des Fraunhofer-Instituts für Naturwissenschaftlich-Technische Trendanalysen in Euskirchen, jedoch wurde ihm bereits im Dezember 1988 aufgrund eines Plagiatsverdachtes wieder gekündigt.
Während seiner Karriere veröffentlichte Gottinger über 100 wissenschaftliche Artikel in Fachjournalen.

## Plagiatsvorwürfe
In einem Bericht der Fachzeitschrift Nature, der am 9. August 2007 erschien, wurden massive Plagiatsvorwürfe gegen Gottinger  erhoben. Laut dem Bericht zog das Fachjournal Research Policy einen Artikel von Gottinger aus dem Jahre 1993 zurück, den er von einem Beitrag im Journal of Business aus dem Jahre 1980 abgeschrieben habe. Außerdem warf ihm die Zeitschrift noch weitere Plagiate aus den Jahren 1996 (Artikel aus dem Economics of Innovation and New Technology von 1992 abgeschrieben) und 2002 (Artikel aus dem Journal of Environmental Economics and Management von 1997 abgeschrieben) vor. Daraufhin wollte Ben Martin, Editor von Research Policy, den Arbeitgeber von Gottinger, die Universität Maastricht, kontaktieren. Dabei stellte sich heraus, dass er an dieser Universität nie beschäftigt war und dass das von Gottinger seit den 1980er-Jahren als Arbeitgeber angegebene Institut gar nicht existierte. Auch eine Reihe weiterer Artikel und mehrere Bücher von Gottinger stehen im Verdacht, teilweise oder ganz abgeschrieben zu sein. Gottinger selbst wies alle Vorwürfe zurück; es handle sich um ein „Missverständnis“.
Im April 2008 wurden neue Vorwürfe gegen Gottinger laut. Er habe für die belgische Organisation Eurosis einen Workshop in Porto leiten sollen. Dieser wurde jedoch abgesagt, nachdem die Organisatoren herausfanden, dass Gottinger nicht – wie von ihm angegeben – Professor des STRATEC-Instituts der TU München ist. Die TU München ließ verlauten, dass sie weder Gottinger eingestellt habe noch dass ein derartiges TU-Institut existiere. Die Fachzeitschrift Nature berichtete ferner, 13 Plagiate seien ihm inzwischen nachgewiesen worden („13 confirmed cases“).

## Bücher
- Foundations of Decision Analysis (auf Deutsch publiziert: Grundlagen der Entscheidungstheorie, 1974)
- Subjective Probabilities (auf Deutsch publiziert: Subjektive Wahrscheinlichkeiten, 1974)
- Decision Theory and Social Ethics, zusammen mit W. Leinfellner (1978)
- Elements of Statistical Analysis (1980)
- Coping with Complexity: Perspectives for Economics and Management (1983)
- The Management of Public Programs (auf Deutsch publiziert: Das Management öffentlicher Aufgaben, 1986)
- Elements of Statistical Analysis (1986)
- Artificial Intelligence: A Tool for Management and Business, zusammen mit P. Weimann (1990)
- Economic Models of Solid Waste Management (1991)
- Hazardous Waste: Economic Risk Reductions (1997)
- Global Telecommunications and the Internet, zusammen mit M. Takashima (1998)
- Global Environmental Economics (1998)
- Economies of Network Industries (2003)
- Innovation, Technology and Hypercompetition (2006).